# Ruská nacionálně socialistická strana práce
Ruská nacionálně socialistická strana práce (rusky Национал-социалистическая трудовая партия России  přečíst) byla ruská nacistická politická strana založená vedoucími činiteli Lokoťské samosprávy s ideologií ruského nacismu, či rolnického fašismu, působící na okupovaných územích SSSR v letech 1941-1944. 

## Založení strany
Politická strana s původním názvem Lidová socialistická strana Ruska (Viking) byla založena 26. listopadu 1941 v Lokoti Konstantinem Voskobojnikovem, který podepsal její manifest pod pseudonymem Inženýr Země. Při založení se strana skládala z celkem 5 lidí (Voskobojnikov, Kaminski, Ivanov a jména dalších dvou lidí jsou na originálním dokumentu nečitelná). Podle své vytvořené propagandistické legendy strana vznikla již dávno před válkou v sibiřských koncentračních táborech jako protibolševické podzemní hnutí.
Ve svém manifestu vzniklého při založení se strana zavázala vytvořit vládu, která zajistí klid, pořádek a všechny podmínky nezbytné pro rozkvět pokojné práce v Rusku k zachování jeho cti a důstojnosti. Ve své činnosti se řídila následujícím programem:
1. Úplné zničení komunistického a kolchozního systému v Rusku.
2. Bezplatný převod orné půdy rolníkům k věčnému a dědičnému užívání s právem pronájmu a směny pozemků, avšak bez práva je prodat. V rukou rolníka může být pouze jeden pozemek s výměrou 10 hektarů.
3. Bezplatné přidělení pozemku každému občanovi Ruska k věčnému a dědičnému užívání s právem směny, ale bez práva na prodej. Velikost pozemku je 1 hektar.
4. Svobodný rozvoj soukromého a živnostenského podnikání tak, aby se soukromé osoby mohly svobodně věnovat všem řemeslům, živnostem a budování výroby nebo podniků. Výše kapitálu v soukromém vlastnictví je omezena na pět milionů zlatých rublů[pozn. 2] na každého dospělého občana.
5. Právo dvouměsíční dovolené ročně pro všechny druhy výroby za účelem jejího využití na práci na přidělených pozemcích. V náročné či zdraví nebezpečné práci se délka dovolené prodlužuje na čtyři měsíce.
6. Poskytování stavebního dříví zdarma pro každého občana pro stavbu vlastních obydlí.
7. Nezcizitelné a neměnné státní vlastnictví klíčových podniků a výrob, lesů, železnic a přírodních zdrojů.
8. Amnestie pro všechny členy Komsomolu.
9. Amnestie pro běžné členy strany, kteří se neprovinili znevažováním[pozn. 3] důstojnosti lidu.
10. Amnestie pro všechny komunisty, kteří se podíleli na svržení stalinského režimu.
11. Amnestie pro Hrdiny Sovětského svazu.
12. Nemilosrdné zničení židovských rudých komisařů.[2]

Manifest končí prohlášením:
- Všechny výhody získají občané, kteří se zbraní v ruce nešetříce své životy se podíleli na budování a posilování nového řádu.
- Proti všemu parazitismu a krádežím je vyhlášen smrtelný boj.
- Naše strana je národní stranou. Pamatuje si a oceňuje nejlepší tradice ruského lidu. Ví, že vikingští rytíři, opírající se o ruský lid, vytvořili ruský stát již v dávnověku.[pozn. 4]
- Naše země je zničena a rozvrácena pod vládou bolševiků. Nesmyslná a ostudná válka způsobená bolševiky proměnila mnohatisícová města a továrny u nás v ruiny.
- Strana VIKING ale věří v občanskou statečnost ruského lidu a složila přísahu, že oživí ruský stát z bolševických ruin.
- Ruská armáda za starých časů bojovala a vítězila s obrazem sv. Jiří a bude tomu tak i nadále. Proto je naší národní vlajkou bílý prapor s obrazem sv. Jiří a s jeho křížem v levém horním rohu.
- Lidová socialistická strana Ruska posílá pozdravy odvážnému německému lidu, který v Rusku zrušil stalinské nevolnictví.[3]

Hlavní osou ideologie strany bylo - svobodná práce, soukromé vlastnictví v mezích stanovených zákonem, státní kapitalismus doplněný a korigovaný soukromou iniciativou a občanská statečnost jako základ pro budování nového státního zřízení v Rusku.
Program a zásady strany se staly oficiální ideologií Lokoťské samosprávy. Strana byla také jedinou povolenou stranou.
Program strany kopíroval nacistické myšlenky upravené pro ruské prostředí. Zejména důsledně byl uplatňován článek 12 o rudých komisařích realizovaný jako velmi tvrdá protižidovská politika, neboť stranická propaganda židovské rudé komisaře vykreslovala jako hlavní strůjce komunistického teroru. V tehdejší propagandě se stalinský systém běžně nazýval židobolševismus. Program měl být realizován po ukončení války vítězstvím Německa a nástupu strany k moci jako výraz sjednocení ruského lidu. Kaminski počítal s tím, že v nové ruské vládě organizátoři z Lokotě obsadí ministerské posty. 
Popis stranického ústředí z pera dobového německého novináře:
| „                                                          | První, co vás upoutá, je transparent s hákovým křížem, který vlaje před sídlem Kaminského. Vedle této vlajky je prapor s křížem svatého Jiří. Na zadní straně vlajky je kříž svatého Jiří, který zabírá stejnou plochu jako hákový kříž na přední straně. Personál jsou částečně bývalí vojáci Rudé armády, částečně dobrovolníci z vesnic. Jako poznávací znamení nosí pásky na rukávech s vyobrazením svatojiřského kříže. Nad vchodem do sídla visí tabule s nápisem: „Ústředí Ruské nacionálně socialistické strany“. Vpravo je hákový kříž, vlevo Svatojiřský kříž. Na vrcholu této desky je velký obraz svatého Jiří zabíjejícího draka. | “ |
| — Anton Bossi Fedrigotti (německý novinář a propagandista) | |   |

Manifest strany nevyvolal velkou odezvu mezi obyvatelstvem okupovaných zemí a do strany vstupovali nejvíce příslušníci lokoťské veřejné správy, police a vojska. Němci stranu nechávali působit pouze v oblasti působnosti samosprávy a propagaci mimo její území bránili.

## Strana v Lokoti
Počátkem roku 1942 měla strana asi 300 členů, vstoupili do ní všichni zaměstnanci samosprávy a policie. Pro zapojení bylo nutné vyplnit dotazník, napsat přihlášku a životopis, který později nebyl již požadován. Pro vstup do strany nebyla vyžadována žádná doporučení nebo záruky. Vojenská organizace strany s černým svatojiřským křížem byla přeměněna na útvar, který dostal později název Ruská osvobozenecká lidová armáda. 
Po smrti Voskobojnikova 8. ledna 1942 se vůdcem strany stal Kaminski, který stál v čele organizačního výboru strany. V březnu 1942 poslal Kaminski Hitlerovi dopis, ve kterém popisoval své obtíže s přechodem ze státem řízeného hospodářství, uplatňováním nacistických ideálů a žádal o podporu. V létě 1942 Kaminski pozastavil rozvoj strany, protože se potřeboval soustředit na výkon čistě vojenských úkolů. K dalšímu budování strany byla nezbytná podpora německých úřadů, která s ohledem na válečný stav neměla prioritu. 
Tento stav znamenal zklamání, protože Voskobojnikov i Kaminski předpokládali podporu německé správy při propagandě v sovětském týlu a očekávali pozvání do Berlína, které nikdy nepřišlo. Strana nebyla nikdy oficiálně povolena, protože vznik svrchovaného ruského státu nebyl v souladu s německými zájmy. 

## Reorganizace strany
V roce 1943 v důsledku porážek německé armády na východní frontě a malému vlivu strany na protibolševické hnutí došlo k její reorganizaci a přejmenování na Ruskou nacionálně socialistickou stranu práce. Kaminski se chtěl přiblížit programu NSDAP a získat tak vůdčí postavení v ruském odboji poté, co se odmítl podrobit Vlasovovi a přidat se k jeho hnutí. Manifest strany hovoří o straně prodchnuté myšlenkami nacionálního socialismu a nesmrtelného vůdce Adolfa Hitlera. Programový manifest strany měl následující hlavní body:
1. Svržení krvavého bolševického systému v Rusku.
2. Vytvoření svrchovaného státu sjednocujícího národy Ruska.
3. Uznání práva na sebeurčení pro jednotlivé národnosti Ruska zralé na samostatnou existenci.
4. Vytvoření spravedlivého sociálního řádu v novém Rusku s ukončením třídního boje uměle vytvořeného bolševiky.
5. Orná půda bude převedena do soukromého užívání rolníkům.
6. Osvobození dělníků ze závislého postavení a jejich proměna na účastníka na zisku vytvářeného jejich prací.
7. Svoboda tisku a slova[pozn. 5]. Osvobození tvůrčí inteligence ze stranických a politických okovů.
8. Všechna vlastnická práva bývalých vlastníků statkářů a kapitalistů (ruských i zahraničních) jsou považována za nenávratně ztracená.
9. Boj proti židovskému internacionalismu idejemi lásky k vlasti a svému lidu.

V důsledku reorganizace strana dostala centrálně řízenou strukturu. Nejvyšším orgánem byl sjezd, dále ústřední organizační výbor, krajské, okresní a základní stranické organizace. Rozpočet strany se skládal ze vstupních a členských příspěvků. Zapojit se mohl kdokoli, komu je více než 18 let a nebyl Žid. Všichni zaměstnanci lokoťské samosprávy a velitelští pracovníci RONA byli povinni do strany vstoupit. Manifest strany byl vyhlášen v německém rozhlase v březnu 1944.

### Mládežnická organizace
Reorganizací strana získala i mládežnickou organizaci Svaz ruské mládeže, která měla být obdobou německé Hitlerjugend. Její charta, podle které měla být ruská mládež vedena, obsahovala následující body:
1. Vštěpovat mladé generaci Rusů pocit lásky k vlasti a ke svému lidu.
2. Veškerá možná pomoc a aktivní účast v boji za svržení a nastolení nového národního systému práce v Rusku.
3. Odhalování učení Marxe jako škodlivého, protinárodního a prospěšného pouze Židům, kteří nemají vlast.
4. Vštěpovat lásku k jakékoli práci zaměřené na prospěch státu a národa. Pamatovat na to, že práce je zdrojem majetku a vlastnictví prací nabytého majetku je klíčem ke svobodě.
5. Pěstovat lásku k vědě a umění.
6. Pěstování vysokých morálních a etických kvalit, čestnosti a solidarity.
7. Všestranné rozvíjení fyzických a sportovních dovedností pro upevnění zdraví.

## Zánik strany
Činnost strany ustávala od července 1944 se začátkem evakuace civilních uprchlíků a RONA na západ před postupující Rudou armádou. V září 1944, po smrti Kaminského a likvidaci RONA jako uskupení, se konalo poslední zasedání ústředního výboru. Zde bylo přijato usnesení o nepotřebnosti pokračování ve stranické práci a tímto aktem strana definitivně zanikla.